# Myrmarachne assimilis
Myrmarachne assimilis este o specie de păianjeni din genul Myrmarachne, familia Salticidae, descrisă de Banks, 1930. Conform Catalogue of Life specia Myrmarachne assimilis nu are subspecii cunoscute.